# Акакіаський розкол
Акакіанська схизма — розкол між прихильниками Церкви Христової Сходу і Заходу Грецького («Християнського») Царства, що тривав тридцять п'ять років, з 484 по 519. Названий за іменем відлученого від спілкування з Церквою Патріарха Акакія.
Це стало наслідком наближення провідників східного християнства до монофізитства за часів імператора Зенона. Розкол стався після невдалої спроби примирити сторони після видання імператором Зеноном «Генотікону».

## Хронологія
У подіях, що призвели до розколу, Папа Фелікс III написав два листи, один до Зенона, інший до Акакія, Патріарха Константинополя, нагадавши їм про необхідність захисту віри без компромісів, як це було раніше.
Коли патріарх Іван Талая, вигнаний з Александрії, прибув до Рима і повідомив про те, що відбувається на сході, Фелікс написав ще два листи, закликаючи Акакія в Рим, щоб пояснити свою поведінку. Легатів, які принесли ці листи до Константинополя ув'язнили, як тільки вони прибули й змусили отримувати Причастя від Акакія, в яких вони чули ім'я Петра Монгуса та інших монофізитів, що були названі в диптиху. Фелікс, почув про це від ченців-акімітів з Константинополя і засудив Акакія в 484 році на Соборі.
Акакій відповів на це викресливши ім'я Фелікса з його диптиху. Тільки акеміти в Константинополі залишалися вірними православ'ю, і Акакій заточив їхнього абата, Кирила, у в'язницю. Акакій помер 489 року і його наступник, Фравіта (Fravitas, 489-90), намагався примиритися з Римом, але відмовився припинити спілкування з монофізитами і опустити ім'я Акакія в його диптиху.
Зенон помер в 491, а його наступник, Анастасій I (491—518), перестав проводити політику підтримки «Енотікону», але продовжував підтримувати монофізитів. Після смерті Анастасія його наступник, Юстін I, відразу ж прагнув покласти край розколу з Римом. З цією метою, було обрано нового Патріарха Константинополя, Івана II. Возз'єднання було оформлено на Великодень, 24 березня, 519 року.